# Atomistix Virtual NanoLab
Atomistix Virtual NanoLab (VNL) é um software comercial do tipo aponte e clique, desenvolvido para simulação e análise de propriedades físicas e químicas de nanodispositivos. O "Virtual NanoLab" foi criado e é comercializado pela empresa Atomistix A/S.

## Recursos
Com sua interface gráfica, o Virtual NanoLab disponibiliza uma forma amigável de modelagem em escala atômica. O software contém um conjunto de instrumentos interativos que permitem ao usuário desenvolver nanosistemas, executar cálculos numéricos, e visualizar os resultados.
Exemplos como moléculas, nanotubos, sistemas cristalinos e sistemas two-probe(por exemplo, a nanoestrutura ligada a dois eletrodos), são criados com poucos cliques do mouse.
O Virtual NanoLab contém uma ferramenta de visualização 3D chamada Nanoscope, onde a geometria atômica e os resultados computados podem ser vistos e analisados. É possível, por exemplo, visualizar as funções de Bloch de nanotubos e cristais, orbitais moleculares, densidades de elétrons, e potenciais efetivos.